# Долно Палчище
Долно Палчище или Долно Палчища (на македонска литературна норма: Долно Палчиште; на албански: Pallçishti i Poshtëm) е село в Северна Македония, в Община Боговине.

## География
Селото е разположено в областта Долни Полог, на десния бряг на Палчищката река.

## Етимология
Според академик Иван Дуриданов името е първоначален патроним *Палчишти < -itji от личното име Палко или Палчо, хипокористично от Пало, Павло, Павел < Paulus и съответства на чешкото селищно име Palčice.

## История

### Средновековие
От Палчища е производното речно име Палчишка река, споменато в 1277 година във Виргинската грамота на цар Константин Асен: На изворъ Пал'чишкѫ  и като Палчищка река около 1300 година в грамота на Стефан Милутин: прѣко брьда на изворь Пал(ч)ищке рѣкє.

### В Османската империя
В обобщен списък на джизието на немюсюлманите от вилаета Калканделен от 18 юли 1628 година селото е отбелязано като Долна Палчище, с 90 ханета (домакинства).
В края на XIX век Долно Палчище е смесено българо-албанско село в Тетовска каза на Османската империя. Според статистиката на Васил Кънчов („Македония. Етнография и статистика“) от 1900 година Долно Палчища е село, населявано от 200 жители българи християни и 180 арнаути мохамедани.
Цялото население на селото е под върховенството на Българската екзархия. По данни на секретаря на екзархията Димитър Мишев („La Macédoine et sa Population Chrétienne“) в 1905 година в Палчища има 208 българи екзархисти.

### В Сърбия, Югославия и Северна Македония
След Междусъюзническата война в 1913 година селото попада в Сърбия. През 1922-1923 година в Долно Палчище е открита поща, която функционира до 6 април 1941 година.
Според Афанасий Селишчев в 1929 година Долно Палчище е център на община от 10 села и има 135 къщи с 860 жители българи.
Според преброяването от 2002 година селото има 3345 жители.
| Националност | Всичко |
| македонци    | 24     |
| албанци      | 3302   |
| турци        | 0      |
| роми         | 0      |
| власи        | 0      |
| сърби        | 0      |
| бошняци      | 0      |
| други        | 19     |

## Личности
Родени в Долно Палчище
- Дервиш Цара, водач на Албанското въстание от 1843 – 1844 година
- Илире Даути (р. 1980), политик от Северна Македония